# 只要有你 (華原朋美歌曲)
《只要有你》（あなたがいれば）為日本女歌手華原朋美的第23張單曲。

## 說明
- 迎向30歲，移籍環球音樂的第一張單曲。
- 同屬尾木製作的仲間由紀惠所主演的《東京灣景》起用的主題曲〈只要有你〉（韓語：그대만 있다면）的日語翻唱版。帶側標語是「小朋的歌迷與韓流的歌迷都在關注的作品」。
- 原曲為已解散的韓國樂團「Weather Forecast」的樂曲。華原於富士電視臺的音樂節目《我們的音樂》演出之時，原唱的Kang Hyun Min來到日本，與華原版的〈只要有你〉進行對唱，實現了夢幻的共演。而Kang Hyun Min亦於華原的次作〈淚汪汪〉與收錄專輯《NAKED》有樂曲提供。
- 原曲與華原版本皆有使用古典音樂帕海貝爾的D大調卡農。
- 自本單曲開始，華原名字的羅馬拼音從「Kahala」改為「Kahara」，全名亦固定以書寫體的「tomomi kahara」表記。
- 因獲得好評，本作亦於臺灣有發行。
- 獲得第46屆日本唱片大獎金獎，為自〈I'm proud〉以來，睽違8年的舞臺回歸。
- 本作名次於榜單上反覆上升，達成連續16週進入公信榜榜單的長賣紀錄。

## 收錄歌曲
1. 只要有你（あなたがいれば）
  - 作詞・作曲：Kang Hyun Min。日文詞：並河祥太。編曲：Kenji Suzuki。製作：与田春生
2. I BELIEVE 2004
  - 作詞・作曲：小室哲哉。編曲：Hiroshi Matsui。製作：与田春生
3. 只要有你 [backing track]
4. I BELIEVE 2004 [backing track]